# Öræfajökull (volcan)
Pour les articles homonymes, voir Öræfajökull.
L'Öræfajökull est le plus grand volcan d'Islande, situé dans le sud-est du pays. Il est constitué d'une caldeira occupée par le glacier Öræfajökull, l'extrémité méridionale du Vatnajökull, la plus grande calotte glaciaire d'Islande. L'un des rebords de cette caldeira, le Hvannadalshnjúkur, constitue le point culminant du pays.

## Toponymie
Öræfajökull est un toponyme islandais signifiant en français « glacier désolé ». Ce nom provient de l'abandon des environs du volcan à la suite de sa première éruption historique en 1362, Öræfi signifiant « terres désolées », « terres abandonnées » et jökull signifiant « glacier ».
Le volcan est aussi appelé Knappafellsjökull, Knappafell ou Hnappafellsjökull.
En Islande, le nom d'un glacier peut aussi servir à désigner la montagne qu'il recouvre, d'où le toponyme commun pour cette montagne et ce glacier.

## Géographie

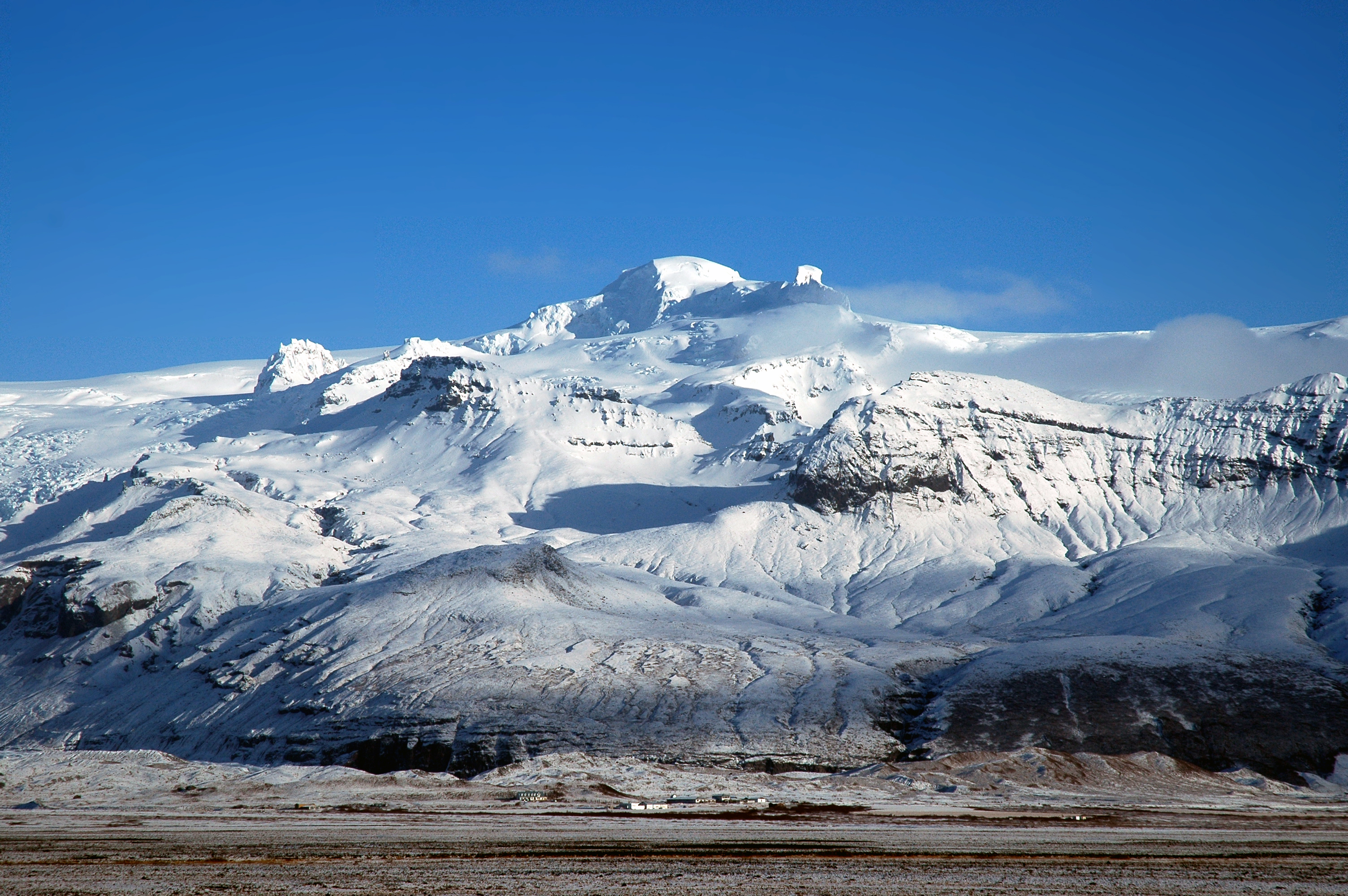
Vue du Hvannadalshnjúkur, le point culminant de l'Öræfajökull et de l'Islande.

L'Öræfajökull est situé dans le sud-est de l'Islande, non loin de l'océan Atlantique situé au sud, à 80 kilomètres à vol d'oiseau au sud-ouest de Höfn. Sur le plan administratif, il se trouve dans la municipalité de Hornafjörður de la région d'Austurland.
Il s'agit d'un stratovolcan couronné par une caldeira de cinq kilomètres de diamètre. Ses rebords, d'altitude moyenne de 1 850 mètres, atteignent au nord-ouest 2 110 mètres d'altitude au Hvannadalshnjúkur, le point culminant de cette montagne et de l'Islande. Cette caldeira est occupée par le glacier Öræfajökull qui constitue l'extrémité méridionale de la calotte glaciaire du Vatnajökull. De l'Öræfajökull rayonnent de nombreux glaciers de vallée, dont le Skaftafellsjökull et le Fjallsjökull, qui descendent les pentes du volcan jusqu'aux étroits sandar entourant la montagne à l'ouest, au sud et à l'est. La route 1 longe une bonne partie du piémont de l'Öræfajökull, ce qui le rend facilement accessible.

## Géologie
Avec son volume de plus de 300 km3 pour une superficie à sa base de 400 km2, il constitue le plus grand volcan actif d'Islande. Il est majoritairement composé de basalte et de rhyolite.

## Histoire
La plus grande partie du massif de l'Öræfajökull s'est édifiée durant le Pléistocène et il n'est entré que deux fois en éruption depuis la colonisation de l'Islande par les Vikings. Celle de début juin à l'automne 1362, de nature explosive avec un indice d'explosivité volcanique de 5, a produit un volume de 10 km3 de téphras qui se sont répandus jusqu'au Groenland, en Norvège et en Irlande, des nuées ardentes et des jökulhlaups. Cet événement a ravagé les environs dans un rayon de 20 km, faisant de nombreux dégâts matériels et humains. C'est de cette époque que date le nom d'Öræfajökull, öræfi signifiant « terres désolées », « terres abandonnées ». Elle est l'éruption explosive la plus importante depuis la colonisation de l'Islande et la troisième plus grande au monde depuis la fin de la dernière période glaciaire.
Sa deuxième éruption, d'un indice d'explosivité volcanique de 4 et ayant émis un volume de téphras inférieur à 0,12 km3, s'est produite du 3 août 1727 à avril-mai 1728 dans la caldeira et sur le flanc ouest de la montagne. Bien que moins puissante, elle a cependant engendré destructions et morts.
La première ascension du massif de l'Öræfajökull a été réalisée en 1794 par Svein Palsson tandis que le Hvannadalshnjúkur n'a été gravi qu'en 1891 par Frederick W. W. Howell, Pall Jonsson et Thorlakur Thorlaksson[réf. souhaitée].

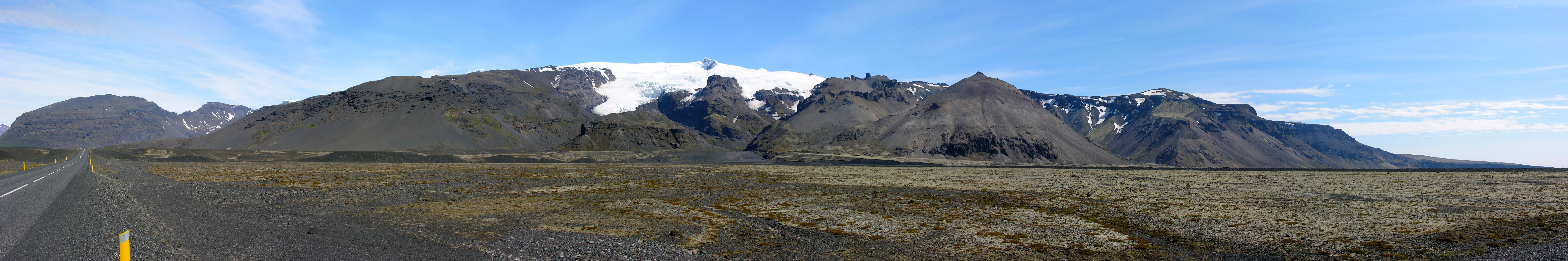
Vue panoramique de l'Öræfajökull depuis le sud-ouest.